# Cyrtopogon evidens
Cyrtopogon evidens är en tvåvingeart som beskrevs av Osten Sacken 1877. Cyrtopogon evidens ingår i släktet Cyrtopogon och familjen rovflugor. Inga underarter finns listade i Catalogue of Life.